# Herb Kozienic
Herb Kozienic – jeden z symboli miasta Kozienice i gminy Kozienice w postaci herbu.

## Wygląd i symbolika
Herb przedstawia w błękitnym polu złotego jelenia skaczącego w prawo.

## Historia
Wizerunek herbowy pochodzi z połowy XVI wieku, kiedy to Kozienice otrzymały prawa miejskie i taki wizerunek widnieje na pieczęciach miejskich aż do XVIII wieku. Został ustanowiony przez Radę Miejską 27 lutego 2003, następnie po niewielkich korektach 30 września 2019 roku.